# NSU Spider
De NSU Spider (ook gekend als de NSU Wankel Spider) is een kleine tweezitter cabriolet van het Duitse automerk NSU die van 1964 tot 1967 geproduceerd werd. Het was de eerste productiewagen ter wereld met een wankelmotor.
De Spider werd voorgesteld op het Autosalon van Frankfurt in 1963 als een tweedeurs cabriolet met een carrosserie die gebaseerd was op de Sport Prinz coupé uit 1959. Naast een opvouwbaar stoffen dak onderscheidde de Spider zich ook van de Sport Prinz door een ander radiatorrooster.
Net zoals bij alle NSU-auto's uit die tijd was de motor achterin gemonteerd. Om een betere gewichtsverdeling te bekomen bevonden de benzinetank en de radiator zich vooraan, waardoor de kofferruimte voorin eerder beperkt was. Er was echter nog een tweede kofferruimte achter in de auto boven de motor: Het motorcompartiment was ontworpen op maat van de tweecilinder viertaktmotor uit de Sport Prinz, maar de wankelmotor nam door zijn compacte vorm beduidend minder plaats in.
De Spider werd aangedreven door een wankelmotor met enkele rotor. De motor leverde een vermogen van 37 kW (50 pk) en een koppel van 72 Nm, goed voor een topsnelheid van 155 km/u en een sprint van 0 naar 100 km/u in 14,5 seconden. Het motorvermogen werd afgeleverd op de achteras via een handgeschakelde vierbak. De wagen had standaard schijfremmen op de voorwielen.
Er werden tussen 1964 en 1967 in totaal 2375 exemplaren gebouwd. In 1967 werd de productie van de Spider stopgezet en werd het tweede model van NSU met wankelmotor voorgesteld: de grote Ro 80 vierdeurs sedan.

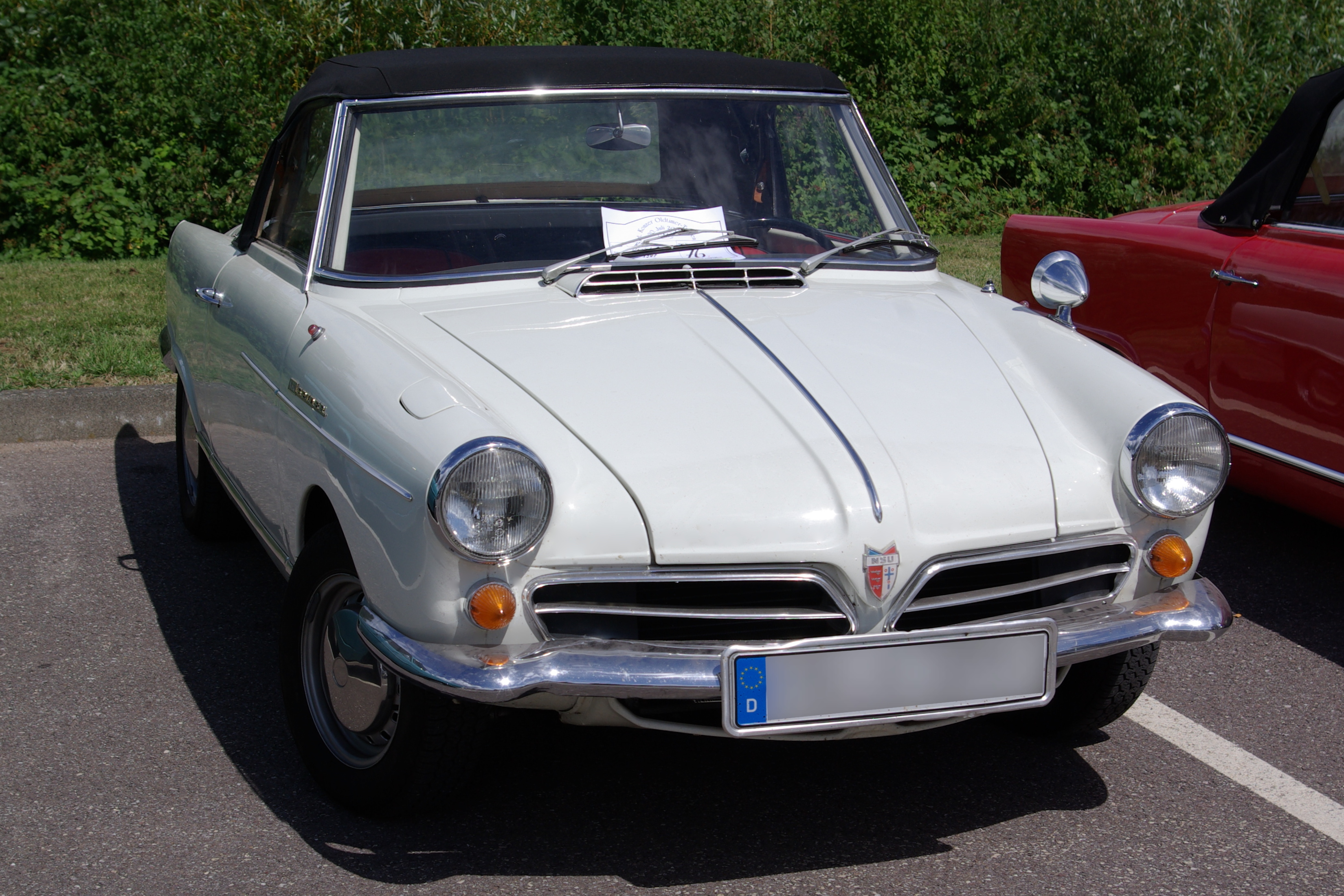
NSU Spider, vooraanzicht
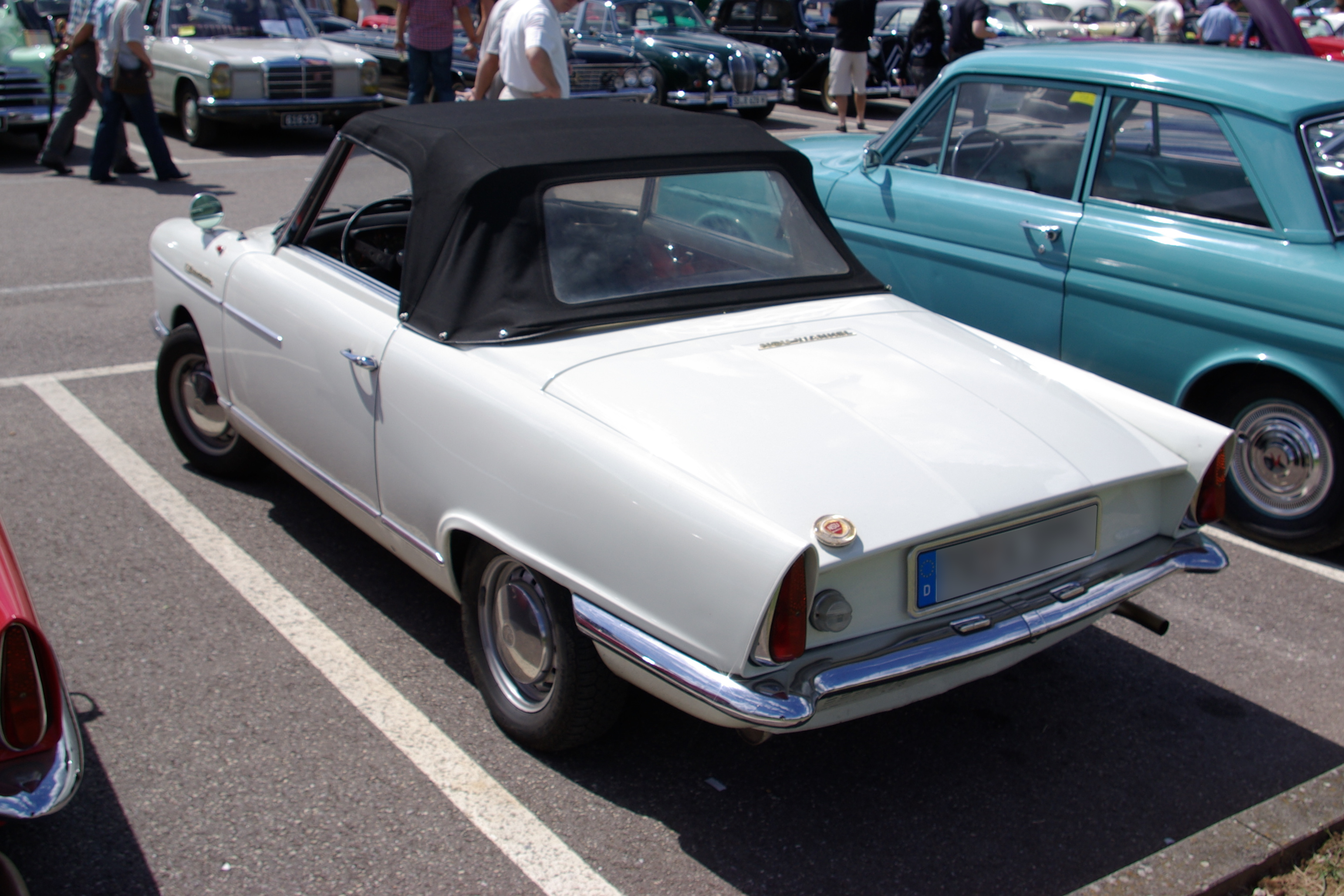
NSU Spider, achteraanzicht
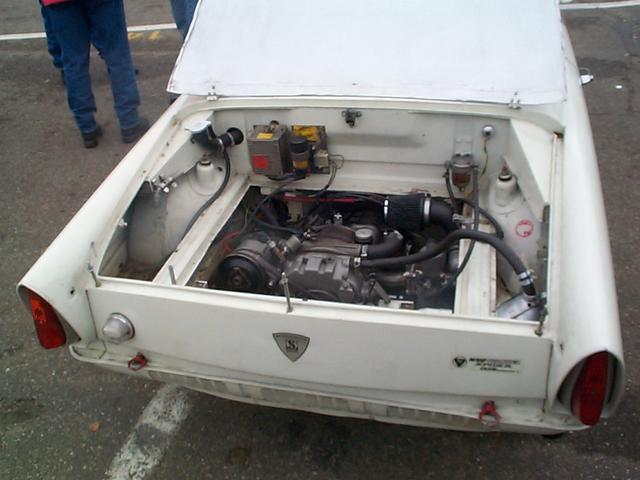
motorcompartiment
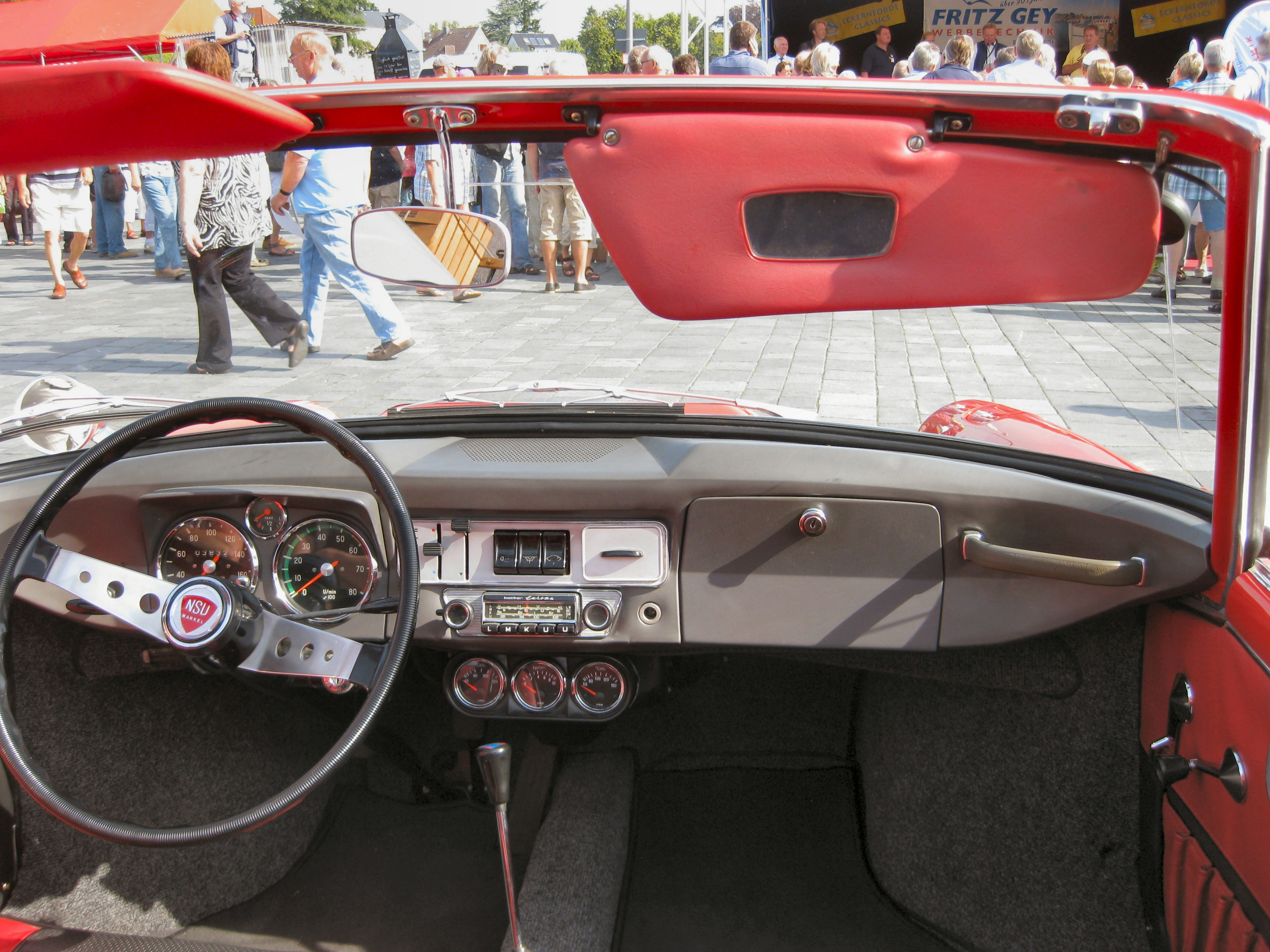
dashboard